# Akonangui Fútbol Club
El Akonangui Fútbol Club es un equipo de fútbol profesional ubicado en Ebebiyín que juega en la Primera División de Guinea Ecuatorial que es la máxima división de fútbol ecuatoguineano organizada por la Federación Ecuatoguineana de Fútbol.

## Historia
Fue fundado en 1979. Su primer registro en el sistema de competiciones de Guinea Ecuatorial data del mismo año, cuando ganó la Copa de Su Excelencia. Sin embargo, no hay constancia de su participación en torneos continentales en ese momento. Su debut en el sistema de ligas ocurrió en 1992, año en el que consiguió su primer título nacional, la Primera División, lo que les permitió clasificarse para la Copa Africana de Clubes Campeones. En ese torneo continental, fueron eliminados en la fase preliminar por el USCA Bangui de la República Centroafricana con un marcador global de 1-4. En 1996, el Akonangui ganó la Copa de Su Excelencia nuevamente y se clasificó para la Recopa Africana de 1997, donde fue eliminado por el Renaissance FC de Chad con un marcador global de 1-7.
En 1999, el Akonangui FC volvió a ganar la Liga, lo que le permitió participar en la fase preliminar de la Liga de Campeones de la CAF en 2000, donde fue sorteado y eliminado por el Primeiro de Agosto de Angola por 0-5 en el marcador global. En la liga local de ese año, el club avanzó a la Liguilla Nacional tras superar la fase de la Región Continental, logrando victorias en las dos primeras jornadas y ocupando la primera posición. Sin embargo, el título de ese año fue para el Sony de Elá Nguema, con el Deportivo Mongomo como subcampeón. En la temporada 2000/2001, Akonangui ganó su tercer título nacional, pero no se conoce con certeza el recorrido del equipo hasta la fase final. En la Copa, empató 4-4 contra el Unión Vesper en el partido de ida de la primera ronda, pero no se tiene registro de lo que sucedió después. En 2002, por la Liga de Campeones, venció al Olympic Real de Bangui en la fase preliminar por 5-3 en penales tras un empate global de 1-1. En la siguiente ronda, fue eliminado por el Al-Madina de Libia debido a la regla de los goles fuera de casa (victoria de 4-2 en casa y derrota de 1-3 fuera). En el ámbito nacional, el equipo no logró clasificarse para la Liguilla, pero sí ganó la Copa, venciendo al Sony de Elá Nguema en la final.
En 2003, Akonangui disputó la Recopa Africana, siendo eliminado por el Mount Cameroon FC por un 0 a 2 en la ida y 1 a 0 en la vuelta - 1 a 2 en el placar global. Nuevamente, en la liga local no avanzó más allá de la fase regional, y tampoco se tiene constancia de su actuación en la Copa. En 2004, se clasificó para la Liguilla y terminó en tercera posición. Alcanzó la final de la Copa, donde fue derrotado 0-1 por el Sony de Elá Nguema en un partido interrumpido por un apagón en el Estadio Manuel Enguru de Ebebiyín. Ese año, también participó en el Trofeo Vino Casa, terminando en cuarto lugar.
En la temporada 2005, el club terminó tercero en la fase local, clasificándose para la fase final, aunque se desconoce su posición definitiva. En 2006, por el club probablemente haber ganado la Copa de 2005, se le permitió participar en la Copa Confederación de la CAF. Pasó la primera ronda tras empatar contra el Impôts FC de Camerún y ganar 5-4 en los penales, pero fue eliminado en la siguiente fase por el Lobi Stars de Nigeria, también en los penales, tras un empate global de 1-1.
En 2007, Akonangui se clasificó nuevamente para la fase final de la liga y ganó la Copa nacional al vencer al Atlético de Malabo por 2-0. En 2008, fue eliminado en la fase preliminar de la Copa Confederación por el AS Maniema Union de la República Democrática del Congo. A nivel nacional, ganó la Liga Nacional de Fútbol ese año. En 2009, fue eliminado en la fase preliminar de la Liga de Campeones por el Stade Centrafricain, tras un empate global de 1-1 y una derrota en penales por 4-5. En 2010, el club se disolvió.
Akonangui regresó a la actividad en 2012, participando en la Segunda División, donde terminó como campeón y ascendió a la élite. En la Copa de Teodoro Nguema Obiang Mangue, ganó el torneo al derrotar al Atlético Malabo 1-0 en la final. En 2013, ganó el título de liga tras liderar la fase final, aunque no se tiene información sobre su desempeño en las copas de ese año. En 2014, fue eliminado en la Liga de Campeones por el Les Astres FC de Camerún con un global de 0-4. En la liga local, terminó penúltimo en la fase final.En 2015, llegó a la final de la fase local de la Copa, pero fue derrotado por el Deportivo Mongomo. En la temporada 2015/2016, fue eliminado en las semifinales de la liga por el Sony de Elá Nguema, y perdió la final local de la Copa contra el Racing de Micomeseng.
En 2016/2017, fue relegado tras no presentarse a dos partidos de la liga, aunque llegó a las semifinales de la Copa. En 2017/2018, tuvo una campaña discreta en la liga, terminando octavo. En 2018/2019, fue subcampeón de la fase local de la liga y terminó quinto en la fase final. Ganó la Copa nacional al vencer a la Estrella Roja 2-0 y también la Supercopa tras ganar al Cano Sport 1-0. En la Copa Confederación, fue eliminado por el Ashanti Gold de Ghana.
En la temporada 2019/2020, antes de la suspensión de las competiciones debido a la pandemia de COVID-19, el Akonangui lideraba la fase local. Esto le permitió clasificarse para la Liga de Campeones de la CAF 2020/2021, donde fue sorteado y eliminado en la fase preliminar por el Petro Atlético de Angola. En 2021/2022, participó de la Liga de Campeones, siendo sorteado en las preliminares contra el Zanaco de Zambia y siendo eliminado por ellos. Terminó sexto en la liga y fue eliminado en la tercera fase de la Copa. En 2023, fue eliminado en las semifinales de la Copa por el EDSA. En la temporada 2023/2024, terminó sexto en la fase regional y fue eliminado en octavos de final de la copa local. También ganó la Copa Virgen de Guadalupe tras vencer 2-0 al Deportivo Mongomo.
En septiembre de 2024, Marcos Sima Nfono fue elegido como nuevo presidente del club, sucediendo a Ruslan Obiang Nsue.

## Palmarés
- Primera División de Guinea Ecuatorial

Títulos (5): 1992, 1999, 2001, 2008, 2013.
- Copa Ecuatoguineana

Títulos (5): 1979, 1996, 2002, 2007, 2019.
- Supercopa de Guinea Ecuatorial

Títulos (1): 2019

## Participación en competiciones de la CAF
| Temporada | Torneo                            | Ronda      | Club                   | Casa | Visita | Global      |
| --------- | --------------------------------- | ---------- | ---------------------- | ---- | ------ | ----------- |
| 1993      | Copa Africana de Clubes Campeones | Preliminar | USCA Bangui            | 0-2  | 1-2    | 1-4         |
| 1997      | Recopa Africana                   | Preliminar | Renaissance FC         | 1-4  | 0-3    | 1-7         |
| 2000      | Liga de Campeones de la CAF       | Preliminar | Primero de Agosto      | 0-1  | 0-4    | 0-5         |
| 2002      | Liga de Campeones de la CAF       | Preliminar | Olympic Real de Bangui | 1-0  | 0-1    | 1-1 (5-3 p) |
| 2002      | Liga de Campeones de la CAF       | 1          | Al-Medina              | 4-2  | 1-3    | 5-5 (a)     |
| 2003      | Recopa Africana                   | 1          | Mount Cameroon FC      | 1-0  | 0-2    | 1-2         |
| 2006      | Copa Confederación de la CAF      | Preliminar | Impôts FC              | 0-0  | 0-0    | 0-0 (5-4 p) |
| 2006      | Copa Confederación de la CAF      | 1          | Lobi Stars             | 1-0  | 0-1    | 1-1 (5-6 p) |
| 2008      | Copa Confederación de la CAF      | Preliminar | AS Maniema Union       | 0-3  | 0-0    | 0-3         |
| 2009      | Liga de Campeones de la CAF       | Preliminar | Stade Centrafricain    | 1-0  | 0-1    | 1-1 (5-4 p) |
| 2014      | Liga de Campeones de la CAF       | Preliminar | Les Astres FC          | 0-1  | 0-3    | 0-4         |
| 2019/20   | Copa Confederación de la CAF      | Preliminar | Ashanti Gold SC        | 1-1  | 0-3    | 1-4         |
| 2020/21   | Liga de Campeones de la CAF       | Preliminar | Petro Atlético         | 0-1  | 2-2    | 2-3         |
| 2021/22   | Liga de Campeones de la CAF       | 1          | Zanaco FC              | 0-1  | 0-2    | 0-3         |

## Jugadores destacados
- Casto Nopo[45]

## Entrenadores
- Casto Nopo (2002-?)[45]
- Cyrille Ndongo-Keller (2003)[46]
- Jean-Baptiste Bisseck (2020)[47]
- Benoît Nkokolo (2006)[22]
- Antonio Edu Edu (2014)[48]
- François Monguéhi (2021)[41][42]
- Severino Besoco Rondo (?-marzo de 2022)[49]
- Pibe Bivina (marzo de 2022-?)[49]
- Guy Bakala (2023-mayo de 2023)[50]
- Antonio Edu Edu (interino- mayo de 2023-?)[50]
- Cot Mavi (?-2024)[3]
- Jean-Félicien Nkoh (octubre de 2024-presente)[3]

## Presidentes
- Ruslan Obiang Nsue (?-2024)[44]
- Marcos Sima Nfono (2024)[44]
- Vicente Edjo Nve Eseng (interino- 2024-presente)[2]